# Bolesław Dobrowolski
Bolesław Dobrowolski (ur. 11 kwietnia 1951 r. w Strzyżowie) – polski naukowiec, inżynier budowy i eksploatacji maszyn, specjalizujący się w mechanice płynów, metodach numerycznych w mechanice, miernictwie energetycznym i modelowaniu procesów cieplno-przepływowych; nauczyciel akademicki związany z Politechniką Opolską.

## Życiorys
Urodził się w 1951 roku w Strzyżowie, w województwie podkarpackim. Niedługo potem jego rodzice przeprowadzili się do Kłodzka, gdzie spędził swoje dzieciństwo i wczesną młodość. Uczęszczał tam od 1965 roku do Technikum Mechanicznego, które ukończył w 1970 roku, zdobywając tytuł technika mechanika oraz pomyślnie zdając egzamin maturalny. Następnie podjął studia wyższe na Wydziale Mechaniczno-Energetycznym Politechniki Wrocławskiej, które ukończył w 1975 roku, uzyskując tytuły magistra inżyniera. Po ukończeniu studiów został zatrudniony na macierzystej uczelni jako asystent stażysta, jednocześnie kontynuując studia doktoranckie. W 1979 roku uzyskał stopień naukowy doktora nauk technicznych. W tym samym roku rozpoczął pracę na stanowisku adiunkta w Wyższej Szkole Inżynierskiej w Opolu, z którą związał całe swoje dalsze życie zawodowe. W 1991 roku uzyskał stopień naukowy doktora habilitowanego nauk technicznych w zakresie budowy i eksploatacji maszyn o specjalności miernictwo energetyczne na Politechnice Wrocławskiej, na podstawie pomyślnie zdanego kolokwium habilitacyjnego oraz rozprawy naukowej pt. Studium możliwości zastosowania zwężek do pomiaru strumienia masy mieszanin gaz – ciecz. W 1992 roku otrzymał stanowisko profesora nadzwyczajnego w WSI w Opolu (od 1996 roku pod nazwą Politechniki Opolskiej).
Na Politechnice Opolskiej pełnił wiele istotnych funkcji organizacyjnych. W latach 1993–1996 był prodziekanem do spraw studenckich Wydziału Mechanicznego. Wielokrotnie zasiadał w Senacie tej uczelni. Następnie od 1996 do 1999 roku był prorektorem do spraw studenckich. W tym samym roku objął kierownictwo Katedry Techniki Cieplnej i Aparatury Przemysłowej. W latach 2003–2005 piastował urząd prodziekana do spraw nauki Wydziału Mechanicznego, a następnie od 2005 do 2012 roku dziekana tego wydziału.
Jest członkiem wielu towarzystw naukowych, w tym: Podsekcji Przepływów Wielofazowych Sekcji Mechaniki Płynów PAN, Polskiego Towarzystwa Mechaniki Technicznej i Stosowanej oraz International Journal od Applied Mechanics and Engineering. Za swoją działalność naukowo-dydaktyczną był wielokrotnie nagradzany: nagrodami rektora Politechniki Opolskiej, Ministerstwa Edukacji Narodowej. W 1996 roku otrzymał Medal Komisji Edukacji Narodowej, a w 2002 roku Srebrny Krzyż Zasługi.

## Dorobek naukowy
Jego dorobek naukowy liczy ponad 160 artykułów, 4 monografie, w tym 1 samodzielna, 7 współautorskich skryptów. Wypromował jak dotychczas 5 doktorów. Do ważniejszych jego publikacji należą:
- Laboratorium procesów termoenergetycznych, Wrocław 1983.
- Ocena wpływu stanów nieustalonych strumienia na właściwości metrologiczne przepływomierzy zwężkowych, Warszawa-Wrocław 1988, współautorzy: Zdzisław Kabza, Janusz Pospolita.
- Programowanie w języku FORTRAN mikrokomputerów IBM PC, Opole 1990.
- Studium możliwości zastosowania zwężek do pomiaru strumienia masy mieszanin gaz-ciecz, Wrocław 1990.
- Mikrokomputery IBM PC – budowa i podstawowe oprogramowanie, Opole 1992.
- Teoretyczna analiza wpływu osiowosymetrycznej deformacji pola prędkości i zawirowania strugi na właściwości metrologiczne zwężek pomiarowych, Opole 1992, współautor: Zdzisław Kabza.